# Bolečina v mišicah
Bolečina v mišicah ali mialgija je pogost simptom, ki je lahko posledica različnih bolezenskih stanj. Najpogostejši vzroki so preobremenitev določene mišice ali skupine mišic, mišična poškodba ali virusna okužba.

## Vzroki
Bolečine v mišicah so nespecifičen simptom, ki se pojavlja pri številnih stanjih in boleznih. Primarno je posledica vnetnega ali avtoimunskega dogajanja v mišici, lahko pa je tudi posledica nevnetnih bolezni, kot so presnovne miopatije in fibromialgija.
Možni so na primer naslednji vzroki
- preobremenitev mišice ali skupine mišic[3]
- mišična poškodba[3] (na primer zvin, nateg mišice)[6]
- okužbe − virusne, bakterijske (npr. stafilokokne okužbe, borelija), parazitske (trihineloza ...)
- imunsko pogojena vnetja mišic (polimiozitis, dermatopolimiozitis ...)
- presnovne bolezni mišic – heterogena skupina genetskih bolezni
- degenerativne bolezni mišic (duchennova mišična distrofija, beckerjeva progresivna mišična ...)
- miotonija – zakrčenost mišic po kontrakciji, na primer kongenitalna miotonija
- endokrine bolezni (hipotiroza)
- revmatična polimialgija (zlasti pri starejših)[7]
- fibromialgija
- zdravila (npr. statini, ciklosporin, fenitoin ...)

## Zdravljenje
Kadar vzrok mišične bolečine ni poznan, se uporablja simptomatsko zdravljenje, kot so topli obkladki, počitek, paracetamol, nesteroidna protivnetna zdravila in mišični relaksanti.